# مغان، جلیل‌آباد
مغان، جلیل‌آباد (به ترکی آذربایجانی: Muğan) یک منطقهٔ مسکونی در جمهوری آذربایجان است که در شهرستان جلیل‌آباد واقع شده‌است. مغان ۱٬۸۵۲ نفر جمعیت دارد.